# 로열 럼블
로열 럼블(Royal Rumble)은 미국 프로레슬링 단체 WWE에서 매년 1월마다 치르는 페이퍼뷰이다. 이날 대회의 메인이벤트는 30명이 벌이는 경기이다.(2011년에는 40명이 출전했다.) 레슬매니아, 섬머슬램, 서바이벌 시리즈와 함께 WWE 4대 페이퍼뷰 중 하나이다.

## 경기 규칙
이날 메인이벤트로 치러지는 로얄 럼블 경기에서는 보통 프로레슬링 경기에서는 다루어지지 않는 규칙을 따르게 된다. 이는 다음과 같다.
- 사전 추첨된 번호를 통해 1번 선수와 2번 선수가 링에서 겨루게 된다.
- 매 90초가 지날 때마다 링에는 한 명씩 추가로 들어오게 된다.
- 로프의 상단으로 넘어가 두 발이 땅에 닿게 될 경우 탈락으로 인정된다. 만약 두 발 중 한 발이라도 땅에 닿지 않거나 미들로프나 1단로프 밑으로 나가질 경우 탈락으로 인정되지 않는다.
- 최후의 남는 선수가 로얄 럼블 경기의 승자가 된다. 해당 도전자는 그 해 열리는 WWE 최대의 PPV인 레슬매니아에서 WWE 챔피언십 또는 WWE 유니버셜 챔피언십에 도전할 수 있는 기회를 얻게된다.

## 로열 럼블 역대 우승자

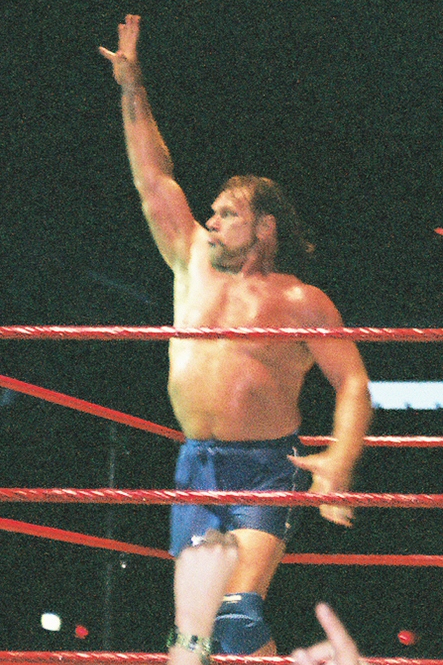
로열 럼블 1회 우승자 핵소우 짐 더간

| 날짜            | 개최한 곳        | 경기장                      | 관중수      | 우승자                                        | 등장번호  |
| --------------- | ---------------- | --------------------------- | ----------- | --------------------------------------------- | --------- |
| 1988년 1월 24일 | 해밀턴           | 캅스 스타디움               | 18,000      | 짐 더건                                       | 13번      |
| 1989년 1월 15일 | 휴스턴           | 더 슈미트                   | 19,000      | 빅 존 스터드                                  | 27번      |
| 1990년 1월 21일 | 올랜도           | 올랜도 아레나               | 16,000      | 헐크 호건                                     | 25번      |
| 1991년 1월 19일 | 마이애미         | 마이애미 아레나             | 16,000      | 헐크 호건                                     | 24번      |
| 1992년 1월 19일 | 올버니           | 니커보커 아레나             | 17,000      | 릭 플레어                                     | 3번       |
| 1993년 1월 24일 | 새크라멘토       | 아코 아레나                 | 16,000      | 요코즈나                                      | 27번      |
| 1994년 1월 22일 | 프로비던스       | 프로비던스 시빅 센터        | 14,500      | 렉스루거 브렛하트                             | 23번 27번 |
| 1995년 1월 22일 | 템파             | USF 선 돔                   | 10,000      | 숀 마이클스                                   | 1번       |
| 1996년 1월 21일 | 프레즈노         | 셀랜드 아레나               | 9,600       | 숀 마이클스                                   | 18번      |
| 1997년 1월 19일 | 샌안토니오       | 알라모돔                    | 60,525      | 스티브 오스틴                                 | 5번       |
| 1998년 1월 18일 | 새너제이         | 새너제이 아래나             | 18,542      | 스티브 오스틴                                 | 24번      |
| 1999년 1월 24일 | 애너하임         | 애로 헤드폰드 오브 애너하임 | 14,816      | 빈스 맥마흔                                   | 2번       |
| 2000년 1월 23일 | 뉴욕             | 매디슨 스퀘어 가든          | 19,231      | 더 락                                         | 24번      |
| 2001년 1월 21일 | 뉴올리언스       | 뉴올리언스 아레나           | 16,056      | 스티브 오스틴                                 | 27번      |
| 2002년 1월 20일 | 애틀랜타         | 필립스 아레나               | 12,915      | 트리플 H                                      | 22번      |
| 2003년 1월 19일 | 보스턴           | 플리트 센터                 | 15,338      | 브록 레스너                                   | 29번      |
| 2004년 1월 25일 | 필라델피아       | 와코비아 센터               | 17,289      | 크리스 벤와                                   | 1번       |
| 2005년 1월 30일 | 프레즈노         | 세이브 마트 센터            | 12,000      | 바티스타                                      | 28번      |
| 2006년 1월 29일 | 마이애미         | 아메리칸 에어라인스 아레나  | 16,000      | 레이 미스테리오                               | 2번       |
| 2007년 1월 28일 | 샌안토니오       | AT&T 센터                   | 13,500      | 언더테이커                                    | 30번      |
| 2008년 1월 27일 | 뉴욕             | 매디슨 스퀘어 가든          | 20,798      | 존 시나                                       | 30번      |
| 2009년 1월 25일 | 디트로이트       | 조 루이스 아레나            | 16,685      | 랜디 오턴                                     | 8번       |
| 2010년 1월 31일 | 애틀랜타         | 필립스 아레나               | 16,697      | 에지                                          | 29번      |
| 2011년 1월 30일 | 보스턴           | TD 가든                     | 15,113      | 알베르토 델 리오                              | 38번      |
| 2012년 1월 29일 | 세인트루이스     | 스콧트레이드 센터           | 18,121      | 쉐이머스                                      | 22번      |
| 2013년 1월 27일 | 피닉스           | US 에어웨이 센터            | 15,103      | 존 시나                                       | 19번      |
| 2014년 1월 26일 | 피츠버그         | 콘솔 에너지 센터            | 15,715      | 바티스타                                      | 28번      |
| 2015년 1월 25일 | 필라델피아       | 웰스 파고 센터              | 17,164      | 로만 레인즈                                   | 19번      |
| 2016년 1월 24일 | 올랜도           | 암웨이 센터                 | 15,998      | 트리플 H                                      | 30번      |
| 2017년 1월 29일 | 샌안토니오       | 알라모돔                    | 52,000      | 랜디 오턴                                     | 23번      |
| 2018년 1월 28일 | 필라델피아       | 웰스 파고 센터              | 17,629      | 나카무라 신스케 (남자부) 아스카 (여자부)      | 14번 25번 |
| 2019년 1월 27일 | 피닉스           | 체이스 필드                 | 48,193      | 베키 린치 (여자부) 세스 롤린스 (남자부)       | 28번 10번 |
| 2020년 1월 26일 | 휴스턴           | 미닛메이드 파크             | 42,715      | 샬럿 플레어 (여자부) 드루 매킨타이어 (남자부) | 17번 16번 |
| 2021년 1월 31일 | 세인트피터즈버그 | 트로피카나 필드             | 무관중 경기 | 비앙카 벨레어 (여자부) 에지 (남자부)          | 3번 1번   |
| 2022년 1월 29일 | 세인트루이스     | 더 돔 앳 아메리카스 센터    | 44,390      | 론다 라우시 (여자부) 브록 레스너 (남자부)     | 28번 30번 |
| 2023년 1월 28일 | 샌안토니오       | 알라모돔                    | 51,338      | 코디 로즈 (남자부) 리아 리플리 (여자부)       | 30번 1번  |
| 2024년 1월 27일 | 세인트피터즈버그 | 트로피카나 필드             | 48,044      | 베일리 (여자부) 코디 로즈 (남자부)            | 3번 15번  |
| 2025년 2월 1일  | 인디애나폴리스   | 루카스오일 스타디움         | 70,347      | 샬럿 플레어 (여자부) 제이 우소 (남자부)       | 27번 20번 |

### 하우스 쇼 & TV 쇼 로얄럼블 기록
| 이벤트     | 날짜            | 개최한 곳    | 경기장              | 우승자          | 참고                     |
| ---------- | --------------- | ------------ | ------------------- | --------------- | ------------------------ |
| 하우스 쇼  | 1987년 10월 4일 | 세인트루이스 | 세인트루이스 아레나 | 원 맨 갱        | 12인 로얄럼블 매치       |
| 하우스 쇼  | 1988년 3월 16일 | 하트퍼드     | 하트퍼드 시빅 센터  | 릭 루드         | 20인 로얄럼블 매치       |
| 하우스 쇼  | 1994년 1월 17일 | 뉴욕         | 매디슨 스퀘어 가든  | 오웬 하트       | 30인 로얄럼블 매치       |
| 하우스 쇼  | 1994년 5월 9일  | 오사카       | 캐슬 홀             | 언더테이커      | 18인 로얄럼블 매치       |
| RAW        | 1998년 6월 15일 | 샌안토니오   | 프리먼 콜리시엄     | 맨카인드 & 케인 | 10 태그팀 로얄럼블 매치  |
| RAW is WAR | 1999년 1월 11일 | 휴스턴       | 컴팩 센터           | 차이나          | 코퍼레이트 럼블 매치     |
| 스맥다운   | 1999년 9월 16일 | 라스베이거스 | 토마스 & 맥 센터    | 언더테이커      | 5인 로얄럼블 매치        |
| 스맥다운   | 2004년 1월 8일  | 헌츠빌       | 본 브라운 센터      | 크리스 벤와     | 4인 로얄럼블 매치        |
| 스맥다운   | 2004년 1월 29일 | 워싱턴 D.C.  | MCI 센터            | 에디 게레로     | 15인 로얄럼블 매치       |
| RAW        | 2007년 1월 22일 | 라피엣       | 캔주돔              | 그레이트 칼리   | 7인 로얄럼블 매치        |
| RAW        | 2008년 1월 14일 | 모빌         | 모빌 시빅 센터      | 혼스워글        | 미니 로얄럼블 매치       |
| 스맥다운   | 2011년 1월 28일 | 신시내티     | U.S. 뱅크 아레나    | -               | 4인 로얄럼블 매치        |
| RAW        | 2011년 1월 31일 | 프로비던스   | 던킨 도너츠 센터    | 제리 롤러       | 7인 로얄럼블 매치        |
| 로열 럼블  | 2018년 1월 28일 | 필라델피아   | 웰스 파고 센터      | 릭 플레어       | KFC 커넬 럼블 매치 (9인) |

## 로열럼블 기록

### 남성부
최다 우승자
| 레슬러        | 로열 럼블 우승한 기록 | 연도                   |
| ------------- | --------------------- | ---------------------- |
| 스티브 오스틴 | 3회                   | 1997년, 1998년, 2001년 |
| 헐크 호건     | 2회                   | 1990년, 1991년         |
| 숀 마이클스   | 2회                   | 1995년, 1996년         |
| 존 시나       | 2회                   | 2008년, 2013년         |
| 바티스타      | 2회                   | 2005년, 2014년         |
| 트리플 H      | 2회                   | 2002년, 2016년         |
| 랜디 오턴     | 2회                   | 2009년, 2017년         |
| 에지          | 2회                   | 2010년, 2021년         |
| 브록 레스너   | 2회                   | 2003년, 2022년         |
| 코디 로즈     | 2회                   | 2023년, 2024년         |

연속 우승자 (2회 이상 연속으로 우승한 기록)
| 레슬러        | 로열 럼블 우승한 기록 | 연도           |
| ------------- | --------------------- | -------------- |
| 헐크 호건     | 2회                   | 1990년, 1991년 |
| 숀 마이클스   | 2회                   | 1995년, 1996년 |
| 스티브 오스틴 | 2회                   | 1997년, 1998년 |
| 코디 로즈     | 2회                   | 2023년, 2024년 |

최후의 6인 (파이널 식스, 25(15 혹은 35)번째부터 탈락하거나 우승한 기록, 4회 이상의 선수만 집계하였다.)
| 레슬러          | 최후의 6인 횟수 | 연도                                                                                           |
| --------------- | --------------- | ---------------------------------------------------------------------------------------------- |
| 랜디 오턴       | 12회            | 2006년, 2007년, 2009년, 2011년, 2012년, 2013년, 2017년, 2018년, 2019년, 2020년, 2021년, 2022년 |
| 케인            | 7회             | 1996년, 1997년, 2000년, 2001년, 2003년, 2008년, 2015년                                         |
| 존 시나         | 8회             | 2004년, 2005년, 2008년, 2010년, 2011년, 2013년, 2018년, 2025년                                 |
| 크리스 제리코   | 7회             | 2004년, 2010년, 2012년, 2013년, 2016년, 2017년, GRR                                            |
| 로만 레인즈     | 7회             | 2014년, 2015년, 2016년, 2017년, 2018년, 2020년, 2025년                                         |
| 숀 마이클스     | 6회             | 1994년, 1995년, 1996년, 2006년, 2007년, 2010년                                                 |
| 트리플 H        | 6회             | 1999년, 2002년, 2006년, 2008년, 2009년, 2016년                                                 |
| 언더테이커      | 6회             | 1997년, 2001년, 2003년, 2007년, 2009년, 2017년                                                 |
| 세스 롤린스     | 6회             | 2014년, 2019년, 2020년 2021년, 2023년, 2025년                                                  |
| 스티브 오스틴   | 5회             | 1997년, 1998년, 1999년, 2001년, 2002년                                                         |
| 바티스타        | 5회             | 2003년, 2005년, 2008년, 2010년, 2014년                                                         |
| 에지            | 5회             | 2005년, 2007년, 2010년, 2020년, 2021년                                                         |
| 빅 쇼           | 5회             | 2000년, 2004년, 2009년 2012년, 2015년                                                          |
| 레이 미스테리오 | 5회             | 2005년, 2006년, 2011년 2018년, 2019년                                                          |
| 셰이머스        | 4회             | 2012년, 2013년, 2014년, 2016년                                                                 |
| 릭 마텔         | 4회             | 1989년, 1991년, 1992년, 1993년                                                                 |
| 랍 밴 댐        | 4회             | 2002년, 2003년, 2004년, 2006년                                                                 |

최후의 4인 (파이널 포, 27(17 혹은 37)번째부터 탈락하거나 우승한 기록, 3회 이상의 선수만 집계하였다.)
| 레슬러          | 최후의 4인 횟수 | 연도                                                           |
| --------------- | --------------- | -------------------------------------------------------------- |
| 랜디 오턴       | 8회             | 2006년, 2007년, 2009년, 2011년, 2012년, 2017년, 2020년, 2021년 |
| 케인            | 6회             | 1997년, 2000년, 2001년, 2003년, 2008년, 2015년                 |
| 로만 레인즈     | 6회             | 2014년, 2015년, 2016년, 2017년, 2018년, 2020년                 |
| 존 시나         | 6회             | 2005년, 2008년, 2010년, 2013년, 2018년, 2025년                 |
| 숀 마이클스     | 5회             | 1994년, 1995년, 1996년, 2007년, 2010년                         |
| 스티브 오스틴   | 5회             | 1997년, 1998년, 1999년, 2001년, 2002년                         |
| 바티스타        | 5회             | 2003년, 2005년, 2008년, 2010년, 2014년                         |
| 트리플 H        | 5회             | 2002년, 2006년, 2008년, 2009년, 2016년                         |
| 에지            | 5회             | 2005년, 2007년, 2010년, 2020년, 2021년                         |
| 빅 쇼           | 4회             | 2000년, 2004년, 2012년, 2015년                                 |
| 셰이머스        | 4회             | 2012년, 2013년, 2014년, 2016년                                 |
| 언더테이커      | 3회             | 1997년, 2003년, 2007년                                         |
| 헐크 호건       | 3회             | 1990년, 1991년, 1992년                                         |
| 더 락           | 3회             | 1998년, 2000년, 2001년                                         |
| 브리티시 불독   | 3회             | 1991년, 1995년, 1996년                                         |
| 크리스 제리코   | 3회             | 2004년, 2012년, 2017년                                         |
| 세스 롤린스     | 3회             | 2019년, 2021년, 2023년                                         |
| 드류 맥킨타이어 | 3회             | 2020년, 2022년, 2024년                                         |
| 코디 로즈       | 3회             | 2009년, 2023년, 2024년                                         |
| CM 펑크         | 3회             | 2014년, 2024년, 2025년                                         |

최후의 2인 (파이널 투, 우승한 기록과 준우승한 기록, 2회 이상의 선수만 집계하였다.)
| 레슬러          | 최후의 2인 횟수 | 연도                                   |
| --------------- | --------------- | -------------------------------------- |
| 로만 레인즈     | 5회             | 2014년, 2015년, 2017년, 2018년, 2020년 |
| 존 시나         | 5회             | 2005년, 2008년, 2010년, 2013년, 2025년 |
| 스티브 오스틴   | 4회             | 1997년, 1998년, 1999년, 2001년         |
| 트리플 H        | 4회             | 2002년, 2008년, 2009년, 2016년         |
| 랜디 오턴       | 4회             | 2006년, 2009년, 2017년, 2021년         |
| 숀 마이클스     | 3회             | 1995년, 1996년, 2007년                 |
| 헐크 호건       | 2회             | 1990년, 1991년                         |
| 브렛 하트       | 2회             | 1994년, 1997년                         |
| 더 락           | 2회             | 1998년, 2000년                         |
| 빅 쇼           | 2회             | 2000년, 2004년                         |
| 언더테이커      | 2회             | 2003년, 2007년                         |
| 브록 레스너     | 2회             | 2003년, 2022년                         |
| 바티스타        | 2회             | 2005년, 2014년                         |
| 에지            | 2회             | 2010년, 2021년                         |
| 브론 스트로우먼 | 2회             | GRR, 2019년                            |
| 드류 맥킨타이어 | 2회             | 2020년, 2022년                         |
| 코디 로즈       | 2회             | 2023년, 2024년                         |

최다 준우승
| 레슬러      | 준우승 | 연도                           |
| ----------- | ------ | ------------------------------ |
| 로만 레인즈 | 4회    | 2014년, 2017년, 2018년, 2020년 |
| 존 시나     | 3회    | 2005년, 2010년, 2025년         |
| 빅 쇼       | 2회    | 2000년, 2004년                 |
| 숀 마이클스 | 2회    | 1994년, 2007년                 |
| 트리플 H    | 2회    | 2008년, 2009년                 |
| 랜디 오턴   | 2회    | 2006년, 2021년                 |

번호별 우승 횟수
| 번호 | 횟수 | 우승 연도                              |
| ---- | ---- | -------------------------------------- |
| 30번 | 5회  | 2007년, 2008년, 2016년, 2022년, 2023년 |
| 27번 | 4회  | 1989년, 1993년, 1994년, 2001년         |
| 1번  | 3회  | 1995년, 2004년, 2021년                 |
| 24번 | 3회  | 1991년, 1998년, 2000년                 |
| 19번 | 2회  | 2013년, 2015년                         |
| 28번 | 2회  | 2005년, 2014년                         |
| 29번 | 2회  | 2003년, 2010년                         |
| 22번 | 2회  | 2002년, 2012년                         |
| 2번  | 2회  | 1999년, 2006년                         |
| 23번 | 2회  | 1994년, 2017년                         |
| 20번 | 1회  | 2025년                                 |
| 15번 | 1회  | 2024년                                 |
| 16번 | 1회  | 2020년                                 |
| 10번 | 1회  | 2019년                                 |
| 41번 | 1회  | 2018년 (GRB)                           |
| 14번 | 1회  | 2018년                                 |
| 38번 | 1회  | 2011년                                 |
| 8번  | 1회  | 2009년                                 |
| 5번  | 1회  | 1997년                                 |
| 18번 | 1회  | 1996년                                 |
| 3번  | 1회  | 1992년                                 |
| 25번 | 1회  | 1990년                                 |
| 13번 | 1회  | 1988년                                 |

한경기 최장 생존 기록 

2024년까지 상위 25위까지만 집계하였다.
| 순위 | 레슬러          | 시간            | 연도         | 결과            |
| ---- | --------------- | --------------- | ------------ | --------------- |
| 1위  | 대니얼 브라이언 | 1시간 16분 5초  | 2018년 (GRR) | 48째로 탈락     |
| 2위  | 군터            | 1시간 11분 40초 | 2023년       | 마지막으로 탈락 |
| 3위  | 레이 미스테리오 | 1시간 2분 15초  | 2006년       | 우승            |
| 4위  | 크리스 벤와     | 1시간 1분 31초  | 2004년       | 우승            |
| 5위  | 밥 백런드       | 1시간 1분 10초  | 1993년       | 28번째로 탈락   |
| 6위  | 트리플 H        | 1시간 0분 16초  | 2006년       | 28번째로 탈락   |
| 7위  | 크리스 제리코   | 1시간 0분 13초  | 2017년       | 27번째로 탈락   |
| 8위  | 릭 플레어       | 1시간 0분 2초   | 1992년       | 우승            |
| 9위  | 로만 레인즈     | 59분 48초       | 2016년       | 28번째로 탈락   |
| 10위 | 에지            | 58분 28초       | 2021년       | 우승            |
| 11위 | 랜디 오턴       | 58분 28초       | 2021년       | 마지막으로 탈락 |
| 12위 | 핀 베일러       | 57분 38초       | 2018년       | 27번째로 탈락   |
| 13위 | 스티브 오스틴   | 56분 38초       | 1999년       | 마지막으로 탈락 |
| 14위 | 빈스 맥마흔     | 56분 38초       | 1999년       | 우승            |
| 15위 | 케인            | 53분 46초       | 2001년       | 마지막으로 탈락 |
| 16위 | 셰이머스        | 52분 30초       | 2023년       | 21번째로 탈락   |
| 17위 | 릭 마텔         | 52분 17초       | 1991년       | 25번째로 탈락   |
| 18위 | 더 락           | 51분 32초       | 1998년       | 28번째로 탈락   |
| 19위 | 제이 우소       | 50분 50초       | 2024년       | 24번째로 탈락   |
| 20위 | 크리스 제리코   | 50분 47초       | 2016년       | 26번째로 탈락   |
| 21위 | 트리플 H        | 50분 0초        | 2009년       | 29번째로 탈락   |
| 22위 | 돌프 지글러     | 49분 47초       | 2013년       | 27번째로 탈락   |
| 23위 | 레이 미스테리오 | 49분 26초       | 2009년       | 20번째로 탈락   |
| 24위 | CM 펑크         | 49분 11초       | 2014년       | 27번째로 탈락   |
| 25위 | 세스 롤린스     | 48분 31초       | 2014년       | 25번째로 탈락   |

역대 최장시간 생존자 (아이언맨) 

| 연도   | 번호 | 레슬러             | 시간            | 결과                                             |
| ------ | ---- | ------------------ | --------------- | ------------------------------------------------ |
| 1988년 | 1번  | 브렛 하트          | 25분 42초       | 돈 무라코 에게 8번째로 탈락                      |
| 1989년 | 4번  | 미스터 퍼펙트      | 27분 58초       | 헐크 호건 에게 11번째로 탈락                     |
| 1990년 | 1번  | 밀리언 달러맨      | 44분 47초       | 얼티밋 워리어에게 18번째로 탈락                  |
| 1991년 | 6번  | 릭 마텔            | 52분 17초       | 브리티시 불독에게 26번째로 탈락                  |
| 1992년 | 3번  | 릭 플레어          | 1시간 2초       | 우승하여 WWF 챔피언 등극                         |
| 1993년 | 2번  | 밥 백런드          | 1시간 1분 10초  | 요코주나에게 28번째로 탈락                       |
| 1994년 | 15번 | 뱀 뱀 비글로       | 30분 12초       | 렉스 루거에게 24번째로 탈락                      |
| 1995년 | 1번  | 숀 마이클스        | 38분 41초       | 우승                                             |
| 1995년 | 2번  | 브리티시 불독      | 38분 41초       | 숀 마이클스에게 마지막으로 탈락                  |
| 1996년 | 1번  | 헌터 허스트 헴즐리 | 48분 4초        | 디젤에게 19번째로 탈락                           |
| 1997년 | 5번  | 스티브 오스틴      | 45분 7초        | 우승(단 부정우승)                                |
| 1998년 | 4번  | 더 락              | 51분 32초       | 스티브 오스틴에게 마지막으로 탈락                |
| 1999년 | 1번  | 스티브 오스틴      | 56분 38초       | 빈스 맥마흔에게 마지막으로 탈락                  |
| 1999년 | 2번  | 빈스 맥마흔        | 56분 38초       | 우승                                             |
| 2000년 | 10번 | 테스트             | 26분 17초       | 빅 쇼에게 17번째로 탈락                          |
| 2001년 | 6번  | 케인               | 53분 46초       | 스티브 오스틴에게 마지막으로 탈락                |
| 2002년 | 19번 | 스티브 오스틴      | 26분 46초       | 커트 앵글과 미스터 퍼펙트에게 27번째로 탈락      |
| 2003년 | 2번  | 크리스 제리코      | 39분            | 테스트에게 14번째로 탈락                         |
| 2004년 | 1번  | 크리스 벤와        | 1시간 1분 35초  | 우승                                             |
| 2005년 | 2번  | 크리스 벤와        | 47분 26초       | 바티스타와 릭 플레어에게 25번째로 탈락           |
| 2006년 | 2번  | 레이 미스테리오    | 1시간 2분 12초  | 우승                                             |
| 2007년 | 5번  | 에지               | 44분 2초        | 숀 마이클스에게 28번째로 탈락                    |
| 2008년 | 8번  | 바티스타           | 37분 46초       | 트리플H에게 28번째로 탈락                        |
| 2009년 | 7번  | 트리플H            | 50분            | 랜디 오턴에게 마지막으로 탈락                    |
| 2010년 | 19번 | 존 시나            | 27분 11초       | 에지에게 마지막으로 탈락                         |
| 2011년 | 1번  | CM 펑크            | 35분 21초       | 존 시나에게 21번째로 탈락                        |
| 2012년 | 1번  | 더 미즈            | 45분 39초       | 빅 쇼에게 25번째로 탈락                          |
| 2013년 | 1번  | 돌프 지글러        | 49분 47초       | 셰이머스에게 27번째로 탈락                       |
| 2014년 | 1번  | CM 펑크            | 49분 12초       | 자신이 오래전에 탈락시킨 케인에게 27번째로 탈락  |
| 2015년 | 5번  | 브레이 와이어트    | 47분 29초       | 빅 쇼와 케인에게 25번째로 탈락                   |
| 2016년 | 1번  | 로만 레인즈(c)     | 59분 48초       | 트리플H에게 28번째로 탈락되면서 WWE타이틀을 잃음 |
| 2017년 | 2번  | 크리스 제리코      | 1시간 13초      | 로만 레인즈에게 27번째로 탈락                    |
| 2018년 | 2번  | 핀 벨러            | 57분 38초       | 존 시나에게 27번째로 탈락                        |
| GRR    | 1번  | 다니엘 브라이언    | 1시간 16분 5초  | 빅 캐스에게 48번째로 탈락                        |
| 2019년 | 10번 | 세스 롤린스        | 43분            | 우승                                             |
| 2020년 | 16번 | 드류 맥킨타이어    | 34분 11초       | 우승                                             |
| 2021년 | 1번  | 에지               | 58분 30초       | 우승                                             |
| 2021년 | 2번  | 랜디 오턴          | 58분 30초       | 에지에게 마지막으로 탈락                         |
| 2022년 | 1번  | AJ스타일스         | 29분 6초        | 매드캡 모스에게 14번째로 탈락                    |
| 2023년 | 1번  | 군터               | 1시간 11분 40초 | 코디 로즈에게 마지막으로 탈락                    |
| 2024년 | 1번  | 제이 우소          | 50분 50초       | 군터에게 23번째로 탈락                           |
| 2025년 | 2번  | 펜타               | 42분 5초        | 핀 밸러에게 14번째로 탈락                        |

한경기 최단 생존 기록 

10초 미만의 레슬러만 집계하였다.
| 레슬러               | 시간  | 연도         |
| -------------------- | ----- | ------------ |
| 산티노 마렐라        | 1.9초 | 2009년       |
| 셰이머스             | 2초   | 2018년       |
| 노 웨이 호세         | 2초   | 2019년       |
| 더 월로드            | 2초   | 1989년       |
| 모                   | 3초   | 1995년       |
| 자비어 우즈          | 3초   | 2019년       |
| 마이크 카넬리스      | 3초   | 2018년 (GRR) |
| JD맥도나             | 3초   | 2024년       |
| 오웬 하트            | 3초   | 1995년       |
| 부쉬웨커스 루크      | 4초   | 1991년       |
| 제리 럴러            | 4초   | 1997년       |
| 타이터스 오닐        | 4초   | 2015년       |
| 갓파더               | 5초   | 2013년       |
| 타이터스 오닐        | 5초   | 2019년       |
| 루드윅 카이저        | 6초   | 2025년       |
| 길버그               | 7초   | 1999년       |
| 더 미즈              | 7초   | 2007년       |
| 몬텔 본테비어스 포터 | 7초   | 2010년       |
| 배런 코빈            | 7초   | 2023년       |
| 애덤 로즈            | 8초   | 2015년       |
| 에릭 로완            | 8초   | 2020년       |
| 존 모리슨            | 9초   | 2020년       |
| 태즈                 | 10초  | 2001년       |

역대 최단시간 생존자  

| 연도   | 번호 | 레슬러          | 시간     | 결과                                        |
| ------ | ---- | --------------- | -------- | ------------------------------------------- |
| 1988년 | 20번 | 정크야드 독     | 2분 30초 | 론 배스에게 15번째로 탈락                   |
| 1989년 | 21번 | 더 월로드       | 2초      | 헐크 호건에게 18번째로 탈락                 |
| 1990년 | 26번 | 숀 마이클스     | 12초     | 얼티밋 워리에게 23번째로 탈락               |
| 1991년 | 28번 | 버시워커 루크   | 4초      | 어스퀘이크에게 17번째로 탈락                |
| 1992년 | 14번 | 헤라클레스      | 56초     | 빅보스맨에게 12번째로 탈락                  |
| 1993년 | 16번 | 테리 테일러     | 24초     | 밀리언 달러맨에게 11번째로 탈락             |
| 1994년 | 9번  | 빌리 건         | 14초     | 디젤에게 8번째로 탈락                       |
| 1995년 | 11번 | 오웬 하트       | 3초      | 브리티시 불독에게 2번째로 탈락              |
| 1995년 | 16번 | 모              | 3초      | 킹콩 번디에게 13번째로 탈락                 |
| 1996년 | 16번 | 스쿼트 티머 #2  | 24초     | 요코주나에게 9번째로 탈락                   |
| 1997년 | 22번 | 제리 럴러       | 4초      | 브렛 하트에게 20번째로 탈락                 |
| 1998년 | 3번  | 톰 브랜디       | 12초     | 캑터스 잭과 체인서 찰리에게 처음으로 탈락   |
| 1999년 | 6번  | 길버그          | 6초      | 에지에게 2번째로 탈락                       |
| 2000년 | 18번 | 파룩            | 18초     | 빅보스맨에게 12번째로 탈락                  |
| 2001년 | 15번 | 태즈            | 10초     | 케인에게 13번째로 탈락                      |
| 2002년 | 30번 | 부커T           | 33초     | 스티브 오스틴에게 26번째로 탈락             |
| 2003년 | 11번 | B-2             | 24분     | 크리스 제리코에게 7번째로 탈락              |
| 2004년 | 10번 | 허리케인        | 19초     | 숀 마이클스에게 12번째로 탈락               |
| 2005년 | 18번 | 사이먼 딘       | 20초     | 바티스타와 릭 플레어에게 25번째로 탈락      |
| 2006년 | 10번 | 실반            | 18초     | 바비 레쉴리에게 5번째로 탈락                |
| 2006년 | 13번 | 부커T           | 18초     | 크리스 벤와에게 9번째로 탈락                |
| 2007년 | 29번 | 더 미즈         | 7초      | 그레이트 칼리에게 20번째 탈락               |
| 2008년 | 17번 | 셸턴 벤자민     | 18초     | 트리플H에게 28번째로 탈락                   |
| 2009년 | 28번 | 산티노 마렐라   | 1.9초    | 케인에게 15번째로 탈락                      |
| 2010년 | 14번 | MVP             | 7초      | 미즈에게 복수하기 위해 8번째로 자진 탈락    |
| 2011년 | 16번 | 타일러 렉스     | 34초     | CM펑크에게 12번째로 탈락                    |
| 2012년 | 10번 | 에피코          | 12초     | 믹 폴리에게 6번째로 탈락                    |
| 2013년 | 17번 | 갓파더          | 5초      | 돌프 지글러에게 10번째로 탈락               |
| 2014년 | 16번 | 그레이트 칼리   | 24초     | 실드에게 10번째로 탈락                      |
| 2015년 | 26번 | 타이터스 오닐   | 4초      | 딘 앰브로스와 로만 레인즈에게 18번째로 탈락 |
| 2016년 | 24번 | 잭 스웨거       | 15초     | 브록 레스너에게 18번째로 탈락               |
| 2017년 | 11번 | 제임스 엘스워드 | 15초     | 브론 스트로먼에게 7번째로 탈락              |
| 2018년 | 11번 | 셰이머스        | 2초      | 히스 슬레이터에게 3번째로 탈락              |
| GRR    | 6번  | 마이크 카넬리스 | 3초      | 마크 헨리에게 3번째로 탈락                  |
| 2019년 | 15번 | 노 웨이 호세    | 2초      | 사모아 조에게 10번째로 탈락                 |
| 2020년 | 3번  | 에릭 로완       | 8초      | 브록 레스너에게 2번째로 탈락                |
| 2021년 | 23번 | 허리케인        | 17초     | 빅E와 바비레쉴리에게 17번째로 탈락          |
| 2022년 | 24번 | 코피 킹스턴     | 21초     | 생존 실패로 케빈 오웬스에게 18번째로 탈락   |
| 2023년 | 17번 | 배런 코빈       | 7초      | 세스 롤린스에게 9번째로 탈락                |
| 2024년 | 23번 | JD맥도나        | 3초      | 제이 우소에게 19번째로 탈락                 |
| 2025년 | 13번 | 루드윅 카이저   | 6초      | 펜타에게 8번째로 탈락                       |

짧은 시간으로 우승한 기록
| 레슬러           | 시간      | 연도   |
| ---------------- | --------- | ------ |
| 브록 레스너      | 2분 30초  | 2022년 |
| 에지             | 7분 19초  | 2010년 |
| 트리플 H         | 8분 5초   | 2016년 |
| 존 시나          | 8분 28초  | 2008년 |
| 알베르토 델 리오 | 8분 33초  | 2011년 |
| 브록 레스너      | 8분 59초  | 2003년 |
| 바티스타         | 10분 54초 | 2005년 |

현재까지 생존기간 횟수 

2025년 로열 럼블까지 총합으로 3시간 이상 생존한 레슬러만 집계하였다.
| 레슬러          | 시간            | 첫 참가 | 최근/마지막 참가 | 참가 횟수 |
| --------------- | --------------- | ------- | ---------------- | --------- |
| 크리스 제리코   | 5시간 1분 30초  | 2000년  | 2018년 (GRR)     | 11회      |
| 레이 미스테리오 | 4시간 40분 46초 | 2003년  | 2025년           | 15회      |
| 랜디 오튼       | 4시간 34분 4초  | 2004년  | 2022년           | 14회      |
| 코디 로즈       | 4시간 6분 56초  | 2008년  | 2024년           | 9회       |
| 트리플 H        | 4시간 0분 44초  | 1996년  | 2016년           | 9회       |
| 셰이머스        | 3시간 42분 57초 | 2011년  | 2025년           | 11회      |
| 숀 마이클스     | 3시간 42분 30초 | 1988년  | 2010년           | 12회      |
| 케인            | 3시간 39분 6초  | 1996년  | 2021년           | 20회      |
| 에지            | 3시간 30분 33초 | 1999년  | 2021년           | 8회       |
| CM펑크          | 3시간 20분 41초 | 2007년  | 2025년           | 8회       |
| 로만 레인즈     | 3시간 19분 23초 | 2014년  | 2025년           | 7회       |
| 존 시나         | 3시간 15분 26초 | 2003년  | 2025년           | 9회       |

한경기 최다 제거 기록 

7명이상 제거한 레슬러만 집계하였다.
| 레슬러            | 제거된 명수 | 연도         |
| ----------------- | ----------- | ------------ |
| 브라운 스트로우먼 | 13명        | 2018년 (GRR) |
| 브록 레스너       | 13명        | 2020명       |
| 로만 레인즈       | 12명        | 2014년       |
| 케인              | 11명        | 2001년       |
| 헐크 호건         | 10명        | 1989년       |
| 스티브 오스틴     | 10명        | 1997년       |
| 숀 마이클스       | 8명         | 1995년       |
| 숀 마이클스       | 8명         | 1996년       |
| 스티브 오스틴     | 8명         | 1999년       |
| 리키쉬            | 7명         | 2000년       |
| 브레이 와이엇     | 7명         | 2015년       |
| 요코주나          | 7명         | 1993년       |
| 디젤              | 7명         | 1994년       |
| 언더테이커        | 7명         | 2002년       |
| 그레이트 칼리     | 7명         | 2007년       |
| 존 시나           | 7명         | 2011년       |
| CM 펑크           | 7명         | 2011년       |

한경기 연속 제거 기록 

7명이상 연속으로 제거한 레슬러만 집계하였다.
| 레슬러            | 제거된 명수 | 연도   |
| ----------------- | ----------- | ------ |
| 브록 레스너       | 13명        | 2020년 |
| 헐크 호건         | 8명         | 1989년 |
| 디젤              | 7명         | 1994년 |
| 리키쉬            | 7명         | 2000년 |
| 그레이트 칼리     | 7명         | 2007년 |
| CM 펑크           | 7명         | 2011년 |
| 브라운 스트로우먼 | 7명         | 2017년 |

역대 최다 제거자  

| 연도   | 레슬러          | 제거된 명수 |
| ------ | --------------- | ----------- |
| 1988년 | 원 맨 갱        | 6명         |
| 1989년 | 헐크 호건       | 10명        |
| 1990년 | 헐크 호건       | 6명         |
| 1990년 | 얼티밋 워리어   | 6명         |
| 1991년 | 헐크 호건       | 7명         |
| 1992년 | 시드 저스티스   | 6명         |
| 1993년 | 요코주나        | 7명         |
| 1994년 | 렉스 루거       | 7명         |
| 1994년 | 디젤            | 7명         |
| 1995년 | 숀 마이클스     | 8명         |
| 1996년 | 숀 마이클스     | 8명         |
| 1997년 | 스티브 오스틴   | 10명        |
| 1998년 | 스티브 오스틴   | 7명         |
| 1999년 | 스티브 오스틴   | 8명         |
| 2000년 | 리키시          | 7명         |
| 2001년 | 케인            | 11명        |
| 2002년 | 스티브 오스틴   | 7명         |
| 2002년 | 언더테이커      | 7명         |
| 2003년 | 크리스 제리코   | 6명         |
| 2004년 | 크리스 벤와     | 6명         |
| 2005년 | 바티스타        | 6명         |
| 2006년 | 레이 미스테리오 | 6명         |
| 2006년 | 트리플H         | 6명         |
| 2007년 | 그레이트 칼리   | 7명         |
| 2008년 | 트리플H         | 5명         |
| 2009년 | 트리플H         | 5명         |
| 2009년 | 빅 쇼           | 5명         |
| 2010년 | 숀 마이클스     | 5명         |
| 2011년 | 존 시나         | 7명         |
| 2011년 | CM펑크          | 7명         |
| 2012년 | 코디 로즈       | 6명         |
| 2013년 | 라이백          | 5명         |
| 2013년 | 셰이머스        | 5명         |
| 2014년 | 로만 레인즈     | 12명        |
| 2015년 | 브레이 와이어트 | 7명         |
| 2016년 | 로만 레인즈(c)  | 5명         |
| 2016년 | 브론 스트로먼   | 5명         |
| 2017년 | 7명             |             |
| 2018년 | 로만 레인즈     | 4명         |
| 2018년 | 핀 벨러         | 4명         |
| GRR    | 브론 스트로먼   | 13명        |
| 2019년 | 브론 스트로먼   | 6명         |
| 2020년 | 브록 레스너     | 13명        |
| 2021년 | 데미안 프리스트 | 4명         |
| 2021년 | 빅E             | 4명         |
| 2022년 | AJ스타일스      | 6명         |
| 2023년 | 군터            | 5명         |
| 2023년 | 코디 로즈       | 5명         |
| 2024년 | 코디 로즈       | 4명         |
| 2024년 | 브론 브레이커   | 4명         |
| 2025년 | 브론 브레이커   | 4명         |
| 2025년 | 제이콥 파투     | 4명         |
| 2025년 | 로만 레인즈     | 4명         |

현재까지 최다 제거 기록 

2024년 로열 럼블까지 20명이상 제거한 레슬러만 집계하였다.
| 레슬러        | 제거된 명수 | 참가횟수 |
| ------------- | ----------- | -------- |
| 케인          | 46명        | 20회     |
| 숀 마이클스   | 40명        | 12회     |
| 언더테이커    | 40명        | 11회     |
| 브론 스트로먼 | 37명        | 8회      |
| 로만 레인즈   | 36명        | 7회      |
| 스티브 오스틴 | 36명        | 6회      |
| 트리플 H      | 33명        | 9회      |
| 랜디 오턴     | 33명        | 14회     |
| 브록 레스너   | 32명        | 6회      |
| 빅 쇼         | 31명        | 12회     |
| 존 시나       | 28명        | 9회      |
| 헐크 호건     | 27명        | 4회      |
| 에지          | 26명        | 9회      |
| CM펑크        | 22명        | 8회      |

현재까지 최다 참가 횟수 

2024년 로열 럼블까지 8번이상 참가한 레슬러만 집계하였다.
| 레슬러          | 참가 횟수 | 첫 참가 | 마지막/최근 참가 |
| --------------- | --------- | ------- | ---------------- |
| 케인            | 20회      | 1996년  | 2021년           |
| 코피 킹스턴     | 16회      | 2009년  | 2024년           |
| 더 미즈         | 16회      | 2007년  | 2025년           |
| 돌프 지글러     | 15회      | 2009년  | 2022년           |
| 랜디 오턴       | 14회      | 2004년  | 2022년           |
| 레이 미스테리오 | 14회      | 2003년  | 2025년           |
| 골더스트        | 13회      | 1997년  | 2018년 (GRR)     |
| 숀 마이클스     | 12회      | 1988년  | 2010년           |
| 빅 쇼           | 12회      | 2000년  | 2017년           |
| 언더테이커      | 11회      | 1991년  | 2017년           |
| 크리스 제리코   | 11회      | 2000년  | 2018년 (GRR)     |
| 쉘턴 벤자민     | 11회      | 2003년  | 2020년           |
| 셰이머스        | 11회      | 2011년  | 2025년           |
| 리키쉬          | 10회      | 1993년  | 2004년           |
| 마크 헨리       | 10회      | 1998년  | 2018년 (GRR)     |
| 코디 로즈       | 10회      | 2008년  | 2024년           |
| 비세라          | 9회       | 1994년  | 2008년           |
| 트리플 H        | 9회       | 1996년  | 2016년           |
| 그레이트 칼리   | 9회       | 2007년  | 2018년 (GRR)     |
| 에지            | 9회       | 1999년  | 2023년           |
| 부커 T          | 9회       | 2002년  | 2023년           |
| 빅 E            | 9회       | 2014년  | 2022년           |
| 알 트루쓰       | 9회       | 2001년  | 2024년           |
| 존 시나         | 9회       | 2003년  | 2025년           |
| 갓파더          | 8회       | 1993년  | 2013년           |
| 맷 하디         | 8회       | 2001년  | 2018년           |
| 존 모리슨       | 8회       | 2006년  | 2021년           |
| 배런 코빈       | 8회       | 2001년  | 2018년           |
| 드류 맥킨타이어 | 8회       | 2010년  | 2025년           |

최다로 제거된 기록 

6명이상에게 제거당한 레슬러만 집계하였다.
| 레슬러        | 제거한 명수 | 연도   | 제거한 선수들 목록                                                                               |
| ------------- | ----------- | ------ | ------------------------------------------------------------------------------------------------ |
| 비세라        | 9명         | 2007년 | 숀 마이클스, 랍 밴 댐, 에지, CM펑크, 크리스 벤와, 존 모리슨, 쉘턴 벤자민, 하드코어 할리, 케빈 쏜 |
| 메이블        | 7명         | 1994년 | 그레이그 발렌타인, 타탕카, 그레이트 카부키, 크루쉬, 뱀뱀 비글로우, 스파키 플루그, 숀 마이클스    |
| 리키쉬        | 6명         | 2000년 | 빅 보스맨, 테스트, 브리티시 불독, 갱그렐, 에지, 밥 백런드                                        |
| 무하마드 하산 | 6명         | 2005년 | 에지, 크리스 제리코, 크리스 벤와, 부커T, 쉘턴 벤자민, 루터 라인즈                                |
| 오모스        | 6명         | 2022년 | AJ 스타일스, 오스틴 시어리, 릿지 홀랜드, 리코셰, 채드 게이블, 도미닉 미스테리오                  |

자기자신이 제거한 기록
| 레슬러               | 연도   | 비고 |
| -------------------- | ------ | --- |
| 안드레 더 자이언트   | 1989년 | 제이크 로버츠의 등장으로 뱀까지 데려오자 뱀이 무서워서 자진탈락하였다.                                                          |
| 아메드 존슨          | 1997년 | 갑자기 등장한 파룩을 쫓기위해 자진탈락하였다.                                                                                   |
| 케인                 | 1999년 | 케인이 등장하여 링을 장악했으나 그 경기의 불청객인 여러명의 백의 사나이들 때문에 자진탈락하였다.                                |
| 드류 케리            | 2001년 | 케인이 무서워서 자진탈락하였다.                                                                                                 |
| 믹 폴리              | 2004년 | 믹 폴리가 등장하자 랜디 오턴에게 공격하고 둘다 동시에 탈락하였다.                                                               |
| 몬텔 본테비어스 포터 | 2010년 | MVP가 등장하자 미즈가 그를 공격했기 때문에 얼마후 미즈가 등장하자 화가난 MVP도 등장해 미즈를 공격하면서 둘다 동시에 탈락하였다. |
| 맷 하디              | 2018년 | 자신의 파트너였던 브레이 와이어트와 서로 싸우다가 둘다 동시에 탈락하였다.                                                       |
| 팻 맥아피            | 2024년 | 브론 브레이커와 오모스를 보자 망설이다가 포기하고 자진 탈락하였다.                                                              |

탈락은 되지 않았으나 난입 등으로 인해 참가를 포기한 기록 

| 레슬러          | 연도   | 비고 |
| --------------- | ------ | --- |
| 랜디 새비지     | 1991년 | 18번으로 추첨 되었으나 참가를 포기했다. |
| 바션 부거       | 1994년 | 25번으로 추첨 되었으나 참가를 포기했다. |
| 스컬            | 1998년 | 22번으로 추첨 되었으나 참가를 포기했다. |
| 모쉬            | 1999년 | 11번으로 추첨 되었으나 메이블의 공격으로 인해 참가를 포기하고 메이블이 대신 참전하였다. |
| 스파이크 더들리 | 2004년 | 13번으로 추첨 되었으나 케인의 공격으로 인해 참가를 포기했다. |
| 테스트          | 2004년 | 원래 테스트가 21번으로 추첨 되었으나 21번은 믹 폴리가 대신 출전했다. |
| 스카티 2 하티   | 2005년 | 15번으로 추첨 되었으나 무하마드 하산의 공격으로 인해 참가를 포기했다. |
| 혼스워글        | 2008년 | 9번으로 추첨 되었고 링에 들어가기 전에 링 밑에 숨었다가 다시 나와서 미즈를 탈락시켰다. 그러나 마크 헨리에 끌려와 위기에 처하자 핀레이가 등장하여 혼스워글을 구하고 혼스워글이 핀레이와 함께 나가면서 기권하였다. |
| 핀레이          | 2008년 | 27번으로 추첨 되었으나 혼스워글이 위기에 처하자 출전하기 전에 미리 혼스워글을 구하고 실격으로 혼스워글과 함께 나간다.                                                                                            |
| 커티스 액슬     | 2015년 | 6번으로 추첨 되었으나 에릭 로완의 난입으로 인해 참가를 포기 하였고 에릭 로완이 대신 출전했다. |
| 타이 딜링거     | 2018년 | 10번으로 추첨 되었으나 케빈 오웬스와 새미 제인의 공격으로 참가를 포기하였고, 새미 제인이 대신 참전 하였다. |
| 알 트루스       | 2019년 | 30번으로 추첨 되었으나 나이아 잭스의 공격으로 참가를 포기하였고, 나이아 잭스가 대신 참전 하였다. |
| 레이 미스테리오 | 2023년 | 17번으로 추첨 되었으나 레이의 아들 도미닉 미스테리오의 공격으로 참가를 포기하였다. |
| 토자와 아키라   | 2025년 | 8번으로 추첨 되었으나 카멜로 헤이즈의 공격으로 참가를 포기하였고, 아이쇼스피드가 대신 출전했다. |

이미 탈락된 선수가 제거한 기록
| 제거된 선수     | 제거한 선수                         | 연도   | 비고 |
| --------------- | ----------------------------------- | ------ | --- |
| 미스터 퍼펙트   | 제리 럴러                           | 1993년 | 제리 럴러가 자신을 이미 탈락시킨 미스터 퍼펙트를 밀리언 달러맨, 코코 B. 웨어와 함께 탈락 시켰다.              |
| 파룩            | 아메드 존슨                         | 1997년 | 이미 자진탈락한 아메드 존슨이 난입해 파룩을 공격하였다.                                                       |
| 메이븐          | 언더테이커                          | 2002년 | 언더테이커가 자신을 이미 탈락시킨 메이븐을 탈락을 시키고 백스테이지까지 데려가 구타했다.                      |
| 숀 마이클스     | 커트 앵글                           | 2005년 | 커트 앵글이 자신을 이미 탈락시킨 숀 마이클스를 탈락을 시킨뒤 구타했다.                                        |
| 케인            | 킹 부커                             | 2007년 | 킹 부커가 자신을 이미 탈락시킨 케인을 탈락 시킨 뒤 구타했다.                                                  |
| 언더테이커      | 빅 쇼                               | 2009년 | 랜디 오턴에게 탈락당한 빅 쇼는 언더테이커를 탈락 시킨뒤 관중석까지 난투극을 벌였다.                           |
| 마이클 콜       | 제리 럴러,부커 T                    | 2012년 | 이미 탈락된 제리 럴러와 부커 T가 마이클 콜을 몰래 탈락시켰다.                                                 |
| 다니엘 브라이언 | 케인                                | 2013년 | 케인이 자신을 이미 탈락시킨 다니엘 브라이언을 링 밖에서 링에 들어가게 하다가 그냥 놓아 두어서 탈락 시켰다.    |
| 보 달라스       | 웨이드 배럿                         | 2013년 | 웨이드 배럿이 자신을 이미 탈락시킨 보 달라스를 탈락 시킨 뒤 피니셔로 작렬했다.                                |
| CM 펑크         | 케인                                | 2014년 | 케인이 오래전에 자신을 탈락시킨 CM 펑크를 탈락 시킨 뒤 초크슬램을 작렬했다.                                   |
| 브록 레스너     | 루크 하퍼, 에릭 로완, 브론 스트로먼 | 2016년 | 와이어트 패밀리 3명이 이미 자신들을 모조리 탈락시킨 브록 레스너를 탈락 시켰다.                                |
| 에지            | 핀 벨러                             | 2023년 | 핀 벨러가 자신을 이미 탈락시킨 에지를 탈락 시켰고. 에지와 저지먼트 데이가 링 밖에 까지 난투극을 벌였다.       |
| 바비 레쉴리     | 캐리언 크로스                       | 2024년 | 캐리언 크로스가 자신을 이미 탈락시킨 바비 레쉴리를 탈락 시켰고, 두 스테이블끼리 링 밖에 까지 난투극을 벌였다. |
| 아이쇼스피드    | 오티스                              | 2025년 | 오티스가 브론 브레이커와 함께 자신을 이미 탈락시킨 아이쇼스피드를 역시 브론 브레이커와 함께 탈락 시켰다.      |

참가 추첨도 받지 않은 사람이 제거한 기록
| 제거된 선수     | 제거한 비참전자        | 연도   | 비고 |
| --------------- | ---------------------- | ------ | --- |
| 언더테이커      | 자이언트 곤잘레스      | 1993년 | 당시 자이언트 곤잘레스는 이 경기에 참가 예정 된 선수가 아니었다.                                                       |
| 오웬 하트       | 트리플 H, 차이나       | 1998년 | 당시 DX 멤버인 둘은 이 경기에 참가 예정 된 선수가 아니었다.                                                            |
| 메이블          | 미디언, 브래드쇼, 파룩 | 1999년 | 이 경기에 참가가 예정되지 않았던 미니스트리 오브 다크니스의 세 멤버들이 메이블을 새로운 멤버로 만들기 위해 탈락시켰다. |
| 숀 마이클스     | 쉐인 맥마흔            | 2006년 | 쉐인 맥마흔은 이 경기에 참가 예정 된 선수가 아니었다.                                                                  |
| 존 시나         | 더 미즈                | 2011년 | 이 경기에 참가 예정 된 선수가 아니었던 미즈가 알렉스 라일리를 이용해 존 시나를 탈락시켰다.                             |
| 케빈 오웬스     | 아캄, 레자르           | 2020년 | 당시 이 경기에 참가가 예정되지 않았던 A.O.P.는 세스 롤린스와 함께 케빈 오웬스를 탈락시켰다.                            |
| 빅 E            | 오모스                 | 2021년 | 당시 AJ 스타일스의 보디가드인 오모스는 이 경기에 참가 예정된 선수가 아니었다.                                          |
| 레이 미스테리오 | 오모스                 | 2021년 | 당시 AJ 스타일스의 보디가드인 오모스는 이 경기에 참가 예정된 선수가 아니었다.                                          |

참전자 중 링 안에 들어가기 전에 제거한 기록
| 제거된 선수 | 제거한 선수 | 연도   | 비고 |
| ----------- | ----------- | ------ | --- |
| 더 미즈     | 혼스워글    | 2008년 | 입장하자마자 링 밑에 들어갔다가 다시 나와 미즈를 탈락 시켰다.                                                                                  |
| 잭 스웨거   | 빅 쇼       | 2012년 | 빅 쇼는 이 경기에 참전한 선수였고 이미 탈락된 선수도 아니었으며 링에 들어가기 전에 셰이머스를 도와 잭 스웨거를 탈락 시킨뒤 K.O. 펀치를 날렸다. |
| 바비 레쉴리 | 크리스찬    | 2021년 | 마찬가지로 이 경기에 참전한 선수였고 이미 탈락된 선수도 아니었으며 링에 들어가기 전에 링 안에 있는 3명과 함께 바비 레쉴리를 탈락 시켰다.       |

남성부에 참가한 여성 참가자
| 레슬러      | 참가 횟수 | 연도           | 비고                                                                           |
| ----------- | --------- | -------------- | ------------------------------------------------------------------------------ |
| 차이나      | 2회       | 1999년, 2000년 |                                                                                |
| 베스 피닉스 | 1회       | 2010년         | 2018년, 2020년 여성 로열 럼블에 참전하였다. 남녀부 모두 참전한 첫 여성.        |
| 카르마      | 1회       | 2012년         |                                                                                |
| 나이아 잭스 | 1회       | 2019년         | 2018년부터 꾸준히 여성 로열 럼블에 참전하였다. 남녀부 모두 참전한 두번째 여성. |

같은 시간에 2번 이상 참전한 기록
| 횟수        | 참가 횟수 | 연도   | 비고                                                                                |
| ----------- | --------- | ------ | ----------------------------------------------------------------------------------- |
| 믹 폴리     | 3회       | 1998년 | 믹 폴리의 세가지 기믹인 맨카인드,캑터스 잭,두드 러브로 참전했으나 모두 탈락 되었다. |
| 나이아 잭스 | 2회       | 2019년 | 2019년 당시 남녀부 모두 참전 하였다.                                                |

비레슬러 참가자
| 참가자        | 연도           | 직업                            | 비고                      |
| ------------- | -------------- | ------------------------------- | ------------------------- |
| 빈스 맥마흔   | 1999년         | WWE 회장, 아나운서, 기업가      | 1999년 우승               |
| 드류 캐리     | 2001년         | 코미디언, 배우                  |                           |
| 조나단 코치맨 | 2005년, 2006년 | 아나운서, WWE 임원              |                           |
| 조니 녹슨빌   | 2022년         | 배우                            |                           |
| 배드 버니     | 2022년         | 래퍼                            |                           |
| 셰인 맥마흔   | GRR, 2022년    | WWE 임원, 기업가                |                           |
| 팻 맥아피     | 2024년         | 스포츠 애널리스트, WWE 아나운서 |                           |
| 아이쇼스피드  | 2025년         | 래퍼                            | 당시 토자와 아키라의 대타 |

1번 선수와 2번선수가 처음부터 끝까지 살아남은 기록
| 횟수 | 연도   | 시간      | 1번 선수      | 2번 선수      |
| ---- | ------ | --------- | ------------- | ------------- |
| 3회  | 1995년 | 38분 41초 | 숀 마이클스   | 브리티시 불독 |
| 3회  | 1999년 | 56분 38초 | 스티브 오스틴 | 빈스 맥마흔   |
| 3회  | 2021년 | 58분 28초 | 에지          | 랜디 오턴     |

### 여성부
최다 우승자
| 레슬러      | 로열 럼블 우승한 기록 | 연도           |
| ----------- | --------------------- | -------------- |
| 샬럿 플레어 | 2회                   | 2020년, 2025년 |

최후의 4인 (파이널 포, 27번째부터 탈락하거나 우승한 기록,2회 이상만 집계하였다.)
| 레슬러          | 최후의 4인 횟수 | 연도                                    |
| --------------- | --------------- | --------------------------------------- |
| 샬럿 플레어     | 5회             | 2019년, 2020년, 2021년, 2022년 , 2025년 |
| 비앙카 벨레어   | 2회             | 2021년, 2022년                          |
| 리아 리플리     | 2회             | 2021년, 2023년                          |
| 아스카          | 2회             | 2018년, 2023년                          |
| 셰이나 베이즐러 | 2회             | 2020년, 2022년                          |
| 나탈리아        | 2회             | 2020년, 2021년                          |
| 베일리          | 2회             | 2019년, 2024년                          |
| 리브 모건       | 2회             | 2023년, 2024년                          |
| 니키 벨라       | 2회             | 2018년, 2025년                          |
| 나이아 잭스     | 2회             | 2019년, 2025년                          |

최다 준우승
| 레슬러      | 준우승 | 연도           |
| ----------- | ------ | -------------- |
| 샬럿 플레어 | 2회    | 2019년, 2022년 |
| 리브 모건   | 2회    | 2023년, 2024년 |

번호별 우승 기록
| 번호 | 횟수 | 연도           |
| ---- | ---- | -------------- |
| 28번 | 2회  | 2019년, 2022년 |
| 3번  | 2회  | 2021년, 2024년 |
| 25번 | 1회  | 2018년         |
| 17번 | 1회  | 2020년         |
| 1번  | 1회  | 2023년         |
| 27번 | 1회  | 2025년         |

한경기 최장 생존 기록 

2025년까지 30분 이상 생존한 순서로 집계하였다.
| 순위 | 레슬러          | 시간           | 연도   | 결과            |
| ---- | --------------- | -------------- | ------ | --------------- |
| 1위  | 록샌 페레즈     | 1시간 7분 47초 | 2025년 | 마지막으로 탈락 |
| 2위  | 리브 모건       | 1시간 7분 0초  | 2025년 | 24번째로 탈락   |
| 3위  | 이요 스카이     | 1시간 6분 45초 | 2025년 | 21번째로 탈락   |
| 4위  | 베일리          | 1시간 3분 3초  | 2024년 | 우승            |
| 5위  | 나오미          | 1시간 2분 10초 | 2024년 | 25번째로 탈락   |
| 6위  | 리아 리플리     | 1시간 1분 8초  | 2023년 | 우승            |
| 6위  | 리브 모건       | 1시간 1분 8초  | 2023년 | 마지막으로 탈락 |
| 8위  | 비앙카 벨레어   | 56분 49초      | 2021년 | 우승            |
| 9위  | 나탈리아        | 56분 1초       | 2019년 | 23번째로 탈락   |
| 10위 | 사샤 뱅크스     | 54분 46초      | 2018년 | 27번째로 탈락   |
| 11위 | 엠버 문         | 52분 23초      | 2019년 | 24번째로 탈락   |
| 12위 | 비앙카 벨레어   | 49분 17초      | 2025년 | 24번째로 탈락   |
| 13위 | 비앙카 벨레어   | 47분 47초      | 2024년 | 26번째로 탈락   |
| 14위 | 나오미          | 47분 43초      | 2021년 | 22번째로 탈락   |
| 15위 | 비앙카 벨레어   | 47분 30초      | 2022년 | 27번째로 탈락   |
| 16위 | 베일리          | 46분 59초      | 2025년 | 26번째로 탈락   |
| 17위 | 셰이나 베이즐러 | 41분 47초      | 2021년 | 24번째로 탈락   |
| 18위 | 리아 리플리     | 39분 6초       | 2021년 | 마지막으로 탈락 |
| 19위 | 나오미          | 38분 4초       | 2025년 | 22번째로 탈락   |
| 20위 | 리브 모건       | 37분 20초      | 2022년 | 17번째으로 탈락 |
| 21위 | 나탈리아        | 36분 17초      | 2022년 | 28번째로 탈락   |
| 22위 | 샬럿 플레어     | 33분 45초      | 2021년 | 28번째로 탈락   |
| 23위 | 비앙카 벨레어   | 33분 20초      | 2020년 | 16번째로 탈락   |
| 24위 | 아스카          | 33분 15초      | 2023년 | 28번째로 탈락   |
| 25위 | 샬럿 플레어     | 31분 23초      | 2022년 | 마지막으로 탈락 |
| 26위 | 리아 리플리     | 31분 23초      | 2022년 | 28번째로 탈락   |
| 27위 | 베키 린치       | 30분 54초      | 2018년 | 14번째로 탈락   |

역대 최장시간 생존자 (아이언우먼) 

| 연도   | 번호 | 레슬러        | 시간           | 결과                            |
| ------ | ---- | ------------- | -------------- | ------------------------------- |
| 2018년 | 1번  | 사샤 뱅크스   | 54분 46초      | 벨라 트윈스에게 27번째로 탈락   |
| 2019년 | 2번  | 나탈이아      | 56분 1초       | 나이아 잭스에게 23번째로 탈락   |
| 2020년 | 2번  | 비앙카 벨레어 | 33분 20초      | 샬럿 플레어에게 16번째로 탈락   |
| 2021년 | 3번  | 비앙카 벨레어 | 56분 52초      | 우승                            |
| 2022년 | 8번  | 비앙카 벨레어 | 47분 30초      | 샬럿 플레어에게 28번째로 탈락   |
| 2023년 | 1번  | 리아 리플리   | 1시간 1분 8초  | 우승                            |
| 2024년 | 3번  | 베일리        | 1시간 3분 3초  | 우승                            |
| 2025년 | 3번  | 록샌 페레즈   | 1시간 7분 47초 | 샬럿 플레어에게 마지막으로 탈락 |

한경기 최단 생존 기록 

2025년까지 1분 미만의 레슬러만 집계하였다.
| 레슬러      | 시간 | 연도   |
| ----------- | ---- | ------ |
| 발할라      | 5초  | 2024년 |
| 첼시 그린   | 5초  | 2023년 |
| 리브 모건   | 8초  | 2019년 |
| 첼시 그린   | 12초 | 2020년 |
| 마이티 몰리 | 20초 | 2022년 |
| 아이보리    | 25초 | 2022년 |
| 사라 로건   | 27초 | 2020년 |
| B-팹        | 36초 | 2023년 |
| 타미나      | 39초 | 2020년 |
| 리브 모건   | 44초 | 2020년 |
| 사라 로건   | 43초 | 2022년 |
| 카멜라      | 45초 | 2021년 |
| 카멜라      | 50초 | 2022년 |
| 카메론      | 51초 | 2022년 |
| 써머 리     | 52초 | 2022년 |
| 멜리나      | 53초 | 2022년 |
| 비키 게레로 | 57초 | 2018년 |

역대 최단시간 생존자 

| 연도   | 번호 | 레슬러      | 시간     | 결과                                         |
| ------ | ---- | ----------- | -------- | -------------------------------------------- |
| 2018년 | 16번 | 비키 게레로 | 57초     | 4명에게 12번째로 탈락                        |
| 2019년 | 4번  | 리브 모건   | 8초      | 나탈리아에게 처음으로 탈락                   |
| 2020년 | 16번 | 첼시 그린   | 12초     | 알렉사 블리스에게 13번째로 탈락              |
| 2021년 | 24번 | 카멜라      | 47초     | 레지날드가 카멜라를 놓쳐서 18번째로 자진탈락 |
| 2022년 | 27번 | 마이티 몰리 | 20초     | 니키A.S.H.에게 19번째로 탈락                 |
| 2023년 | 20번 | 첼시 그린   | 5초      | 리아 리플리에게 9번째로 탈락                 |
| 2024년 | 24번 | 발할라      | 5초      | 나이아 잭스에게 15번째로 탈락                |
| 2025년 | 14번 | 맥신 드퓨리 | 1분 20초 | 퓨어 퓨전 콜렉티브에게 4번째로 탈락          |

현재까지 생존기간 횟수 

2025년 로열 럼블까지 총합으로 50분 이상 생존한 레슬러만 집계하였다.
| 레슬러          | 시간            | 첫 참가 | 최근/마지막 참가 | 참가 횟수 |
| --------------- | --------------- | ------- | ---------------- | --------- |
| 비앙카 벨레어   | 3시간 54분 43초 | 2020년  | 2025년           | 5회       |
| 나오미          | 3시간 5분 33초  | 2018년  | 2025년           | 7회       |
| 리브 모건       | 3시간 4분 29초  | 2018년  | 2025년           | 8회       |
| 나탈리아        | 2시간 57분 53초 | 2018년  | 2025년           | 8회       |
| 베일리          | 2시간 38분 40초 | 2018년  | 2025년           | 6회       |
| 샬럿 플레어     | 2시간 37분 32초 | 2019년  | 2025년           | 5회       |
| 리아 리플리     | 2시간 9분 3초   | 2019년  | 2023년           | 4회       |
| 이요 스카이     | 1시간 40분 55초 | 2019년  | 2025년           | 3회       |
| 젤리나 베가     | 1시간 28분 10초 | 2019년  | 2025년           | 6회       |
| 셰이나 베이즐러 | 1시간 23분 52초 | 2020년  | 2025년           | 6회       |
| 록샌 페레즈     | 1시간 20분 49초 | 2023년  | 2025년           | 3회       |
| 베키 린치       | 1시간 15분 27초 | 2018년  | 2024년           | 4회       |
| 아스카          | 1시간 5분 54초  | 2018년  | 2024년           | 3회       |
| 파이퍼 니븐     | 1시간 4분 53초  | 2023년  | 2025년           | 3회       |
| 사샤 뱅크스     | 1시간 4분 30초  | 2018년  | 2022년           | 2회       |
| 나이아 잭스     | 1시간 3분 11초  | 2018년  | 2025년           | 6회       |
| 레이시 에반스   | 1시간 2분 45초  | 2019년  | 2023년           | 3회       |
| 엠버 문         | 1시간 0분 26초  | 2018년  | 2021년           | 3회       |
| 캔디스 르래     | 55분 46초       | 2019년  | 2025년           | 5회       |
| 조이 스타크     | 53분 28초       | 2023년  | 2025년           | 3회       |
| 니키 크로스     | 53분 14초       | 2019년  | 2023년           | 5회       |
| 알렉사 블리스   | 51분 36초       | 2019년  | 2025년           | 4회       |

한경기 최다 제거 기록 

3명이상 제거한 레슬러만 집계하였다.
| 레슬러            | 제거된 명수 | 연도   |
| ----------------- | ----------- | ------ |
| 나이아 잭스       | 9명         | 2025년 |
| 비앙카 벨레어     | 8명         | 2020년 |
| 셰이나 베이즐러   | 8명         | 2020년 |
| 나이아 잭스       | 8명         | 2024년 |
| 리아 리플리       | 7명         | 2021년 |
| 리아 리플리       | 7명         | 2023년 |
| 베일리            | 7명         | 2024년 |
| 셰이나 베이즐러   | 6명         | 2021년 |
| 미쉘 맥쿨         | 5명         | 2018년 |
| 샬럿 플레어       | 5명         | 2019년 |
| 샬럿 플레어       | 5명         | 2022년 |
| 다코타 카이       | 5명         | 2023년 |
| 이요 스카이       | 5명         | 2023년 |
| 베일리            | 5명         | 2023년 |
| 나이아 잭스       | 4명         | 2018년 |
| 니키 벨라         | 4명         | 2018년 |
| 샬럿 플레어       | 4명         | 2020년 |
| 비앙카 벨레어     | 4명         | 2021년 |
| 나이아 잭스       | 4명         | 2021년 |
| 론다 로우지       | 4명         | 2022년 |
| 샬럿 플레어       | 4명         | 2025년 |
| 베일리            | 3명         | 2019년 |
| 루비 라이엇       | 3명         | 2019년 |
| 리아 리플리       | 3명         | 2019년 |
| 사샤 뱅크스       | 3명         | 2018년 |
| 나탈리아          | 3명         | 2018년 |
| 아스카            | 3명         | 2018년 |
| 트리쉬 스트래터스 | 3명         | 2018년 |
| 나이아 잭스       | 3명         | 2019년 |
| 알렉사 블리스     | 3명         | 2020년 |
| 리아 리플리       | 3명         | 2022년 |
| 브리 벨라         | 3명         | 2022년 |
| 아스카            | 3명         | 2023년 |
| 리브 모건         | 3명         | 2023년 |
| 소냐 드빌         | 3명         | 2023년 |
| 라켈 로드리게스   | 3명         | 2023년 |
| 리브 모건         | 3명         | 2024년 |

한경기 최다 연속 제거 기록 

3명이상 연속으로 제거한 레슬러만 집계하였다.
| 레슬러          | 제거된 명수 | 연도   |
| --------------- | ----------- | ------ |
| 셰이나 베이즐러 | 7명         | 2020년 |
| 나이아 잭스     | 7명         | 2025년 |
| 미쉘 맥쿨       | 5명         | 2018년 |
| 나이아 잭스     | 4명         | 2018년 |
| 비앙카 벨레어   | 4명         | 2020년 |
| 나이아 잭스     | 4명         | 2021년 |
| 샬럿 플레어     | 4명         | 2022년 |
| 루비 라이엇     | 3명         | 2019년 |
| 리아 리플리     | 3명         | 2019년 |
| 샬럿 플레어     | 3명         | 2020년 |
| 비앙카 벨레어   | 3명         | 2021년 |
| 나이아 잭스     | 3명         | 2024년 |

역대 최다 제거자  

| 연도   | 레슬러          | 제거된 명수 |
| ------ | --------------- | ----------- |
| 2018년 | 미셸 맥쿨       | 5명         |
| 2019년 | 샬럿 플레어     | 5명         |
| 2020년 | 비앙카 벨레어   | 8명         |
| 2020년 | 셰이나 베이즐러 | 8명         |
| 2021년 | 리아 리플리     | 7명         |
| 2022년 | 샬럿 플레어     | 5명         |
| 2023년 | 리아 리플리     | 7명         |
| 2024년 | 나이아 잭스     | 8명         |
| 2025년 | 나이아 잭스     | 9명         |

현재까지 최다 제거 기록 

2025년까지 통산으로 5명이상 제거한 레슬러만 집계하였다.
| 레슬러          | 제거된 명수 | 참가 횟수 |
| --------------- | ----------- | --------- |
| 나이아 잭스     | 29명        | 6회       |
| 리아 리플리     | 20명        | 4회       |
| 샬럿 플레어     | 19명        | 6회       |
| 베일리          | 18명        | 6회       |
| 셰이나 베이즐러 | 16명        | 6회       |
| 비앙카 벨레어   | 15명        | 5회       |
| 나탈리아        | 8명         | 7회       |
| 미쉘 맥쿨       | 8명         | 3회       |
| 아스카          | 8명         | 3회       |
| 리브 모건       | 8명         | 8회       |
| 소냐 드빌       | 7명         | 6회       |
| 베키 린치       | 7명         | 4회       |
| 니키 벨라       | 7명         | 3회       |
| 이요 스카이     | 6명         | 3회       |
| 나오미          | 6명         | 7회       |
| 알렉사 블리스   | 5명         | 4회       |
| 사샤 뱅크스     | 5명         | 2회       |
| 브리 벨라       | 5명         | 2회       |
| 다코타 카이     | 5명         | 3회       |
| 레이시 에반스   | 5명         | 3회       |

최다로 제거된 기록 

4명이상에게 제거당한 레슬러만 집계하였다.
| 레슬러      | 제거한 명수 | 연도   | 제거한 선수들 목록 |
| ----------- | ----------- | ------ | --- |
| 나이아 잭스 | 11명        | 2023년 | 미셸 맥쿨, 소냐 드빌, 레이시 에반스, 쇼치, 미아 임, 파이퍼 니븐, 라켈 로드리게스, 니키 크로스, 아스카, 리브 모건, 리아 리플리 |
| 나이아 잭스 | 6명         | 2018년 | 트리쉬 스트래터스, 브리 벨라, 니키 벨라, 나탈리아, 베일리, 아스카                                                             |
| 비키 게레로 | 4명         | 2018년 | 미쉘 맥쿨, 베키 린치, 사샤 뱅크스, 루비 라이엇                                                                                |

 현재까지 최다 참가 횟수 

2025년 로열 럼블까지 4회 이상 참가한 선수들을 집계하였다.
| 레슬러          | 횟수 | 첫 참가 | 최근/마지막 참가 |
| --------------- | ---- | ------- | ---------------- |
| 리브 모건       | 8회  | 2018년  | 2025년           |
| 나탈리아        | 8회  | 2018년  | 2025년           |
| 나오미          | 7회  | 2018년  | 2025년           |
| 타미나          | 6회  | 2018년  | 2023년           |
| 데이나 브룩     | 6회  | 2018년  | 2023년           |
| 소냐 드빌       | 6회  | 2018년  | 2025년           |
| 나이아 잭스     | 6회  | 2018년  | 2025년           |
| 베일리          | 6회  | 2018년  | 2025년           |
| 젤리나 베가     | 6회  | 2019년  | 2025년           |
| 셰이나 베이즐러 | 6회  | 2020년  | 2025년           |
| 사라 로건       | 5회  | 2018년  | 2024년           |
| 카멜라          | 5회  | 2018년  | 2022년           |
| 니키 크로스     | 5회  | 2019년  | 2023년           |
| 쇼치            | 5회  | 2020년  | 2024년           |
| 샬럿 플레어     | 5회  | 2019년  | 2025년           |
| 캔디스 르레이   | 5회  | 2019년  | 2025년           |
| 비앙카 벨레어   | 5회  | 2020년  | 2025년           |
| 미키 제임스     | 4회  | 2018년  | 2022년           |
| 맨디 로즈       | 4회  | 2018년  | 2021년           |
| 리아 리플리     | 4회  | 2019년  | 2023년           |
| 카이리 세인     | 4회  | 2018년  | 2024년           |
| 베키 린치       | 4회  | 2018년  | 2024년           |
| 자이아 리       | 4회  | 2019년  | 2024년           |
| 알렉사 블리스   | 4회  | 2019년  | 2025년           |
| 첼시 그린       | 4회  | 2020년  | 2025년           |
| 미친            | 4회  | 2020년  | 2025년           |

 자기 자신이 탈락한 기록 
| 레슬러        | 연도   | 비고                                                                                              |
| ------------- | ------ | ------------------------------------------------------------------------------------------------- |
| 산티나 마렐라 | 2020년 | 베스 피닉스와 나탈리아를 보자 자신의 코브라를 스스로 맞고 자진 탈락하였다.                        |
| 카멜라        | 2021년 | 카멜라의 매니저 레지날드가 카멜라를 구하다가 타미나에게 킥을 맞기전에 놓아주어서 자진 탈락하였다. |

이미 탈락된 선수가 제거한 기록
| 제거된 선수 | 제거한 선수 | 연도   | 비고                                                   |
| ----------- | ----------- | ------ | ------------------------------------------------------ |
| 나오미      | 맨디 로즈   | 2019년 | 맨디 로즈가 자신을 이미 탈락시킨 나오미를 탈락 시켰다. |
| 리브 모건   | 라나        | 2020년 | 라나가 자신을 이미 탈락시킨 리브 모건을 탈락시켰다.    |
| 나오미      | 소냐 드빌   | 2022년 | 소냐 드빌이 자신을 이미 탈락시킨 나오미를 탈락 시켰다. |

탈락은 되지 않았으나 난입, 부상 등으로 인해 참가를 포기한 기록
| 레슬러 | 연도   | 비고                                                                                 |
| ------ | ------ | ------------------------------------------------------------------------------------ |
| 라나   | 2019년 | 28번으로 추첨 되었으나 부상으로 인해 참가를 포기하였고, 베키 린치가 대신 참전하였다. |

참전자 중 링 안에 들어가기 전에 제거한 기록
| 제거된 선수 | 제거한 선수 | 연도   | 비고                                          |
| ----------- | ----------- | ------ | --------------------------------------------- |
| 젤리나 베가 | 나이아 잭스 | 2025년 | 링에 들어가기 전에 젤리나 베가를 탈락 시켰다. |

여성부에 참가한 남성 참가자
| 레슬러        | 참가 횟수 | 연도   | 비고                                                                                         |
| ------------- | --------- | ------ | -------------------------------------------------------------------------------------------- |
| 산티나 마렐라 | 1회       | 2020년 | 2009년에 최단기록을 세우고 2011년에 준우승을 차지한 남성이자 남녀부 모두 참전한 유일한 남성. |

비레슬러 참가자
| 참가자      | 연도   | 직업             | 비고 |
| ----------- | ------ | ---------------- | ---- |
| 비키 게레로 | 2018년 | WWE 임원, 매니저 |      |

1번 선수와 2번 선수가 처음부터 끝까지 살아남은 기록
| 횟수 | 연도   | 시간          | 1번 선수    | 2번 선수  |
| ---- | ------ | ------------- | ----------- | --------- |
| 1회  | 2023년 | 1시간 1분 8초 | 리아 리플리 | 리브 모건 |

1. ↑  당시 기믹은 아이작 양켐DDS였다.
2. 1 2  1997년 당시 기믹은 가짜 디젤이었다.
3. ↑  28번 2회 우승자는 바티스타가 유일하다.
4. ↑  아이작 양켐 기믹, 가짜 디젤 기믹 포함
5. ↑  파투,술탄 기믹 포함
6. ↑  스타더스트 기믹 포함
7. ↑  메이블,빅 대디 V 기믹 포함
8. ↑  K-퀵 기믹 포함
9. ↑  파파생고, 카마 기믹 포함
10. ↑  자이 나이트로 기믹 포함
11. ↑  킹 코빈, 해피 코빈 기믹 포함
12. ↑  모든 우승자가 샬럿 플레어를 마지막으로 탈락시켰다.
13. ↑  사샤 뱅크스 ,베키 린치, 미셸 맥쿨, 루비 라이엇
14. ↑  셰이나 베이즐러, 조이 스타크, 소냐 드빌
15. ↑  2019년에는 라나의 대타로 참전하였다.
16. ↑  3명과 함께 비키 게레로 제거 포함
17. ↑  알렉사 블리스와 함께 니키 크로스 제거 포함
18. ↑  셰이나 베이즐러와 함께 나오미, 타미나 제거 포함
19. ↑  리아 리플리와 함께 샬럿 플레어 제거 포함
20. ↑  퀸 젤리나 기믹 포함
21. ↑  발할라 기믹 포함
22. ↑  니키 A.S.H. 기믹 포함
23. ↑  2019년 대리 출전 포함

## 뒷 이야기들
- 1988년
- 로열 럼블 원년이었던 이 대회의 로열 럼블은 20인 로열 럼블로 진행되었다. 그리고 다음 해인 1989년 로열 럼블부터 10명이 늘어난 30인 경기로 치러졌다.

- 1992년
- '로열 럼블 우승자가 레슬매니아에서 월드 챔피언십을 가질 수 있다.'라는 조항이 생기기 전인 이 대회의 30인 로열 럼블 대회는 WWF 챔피언십으로 진행되었다. 그리고 그 경기에서 릭 플레어가 우승하며 제19대 챔피언이 되는 것에 성공하였다.
- 1993년
- '로열 럼블 우승자가 레슬매니아에서 월드 챔피언십을 가질 수 있다.' 조항이 새롭게 적용되었다.
- 1994년
- 로열 럼블에서는 브렛 하트와 렉스 루거가 동시에 로프를 넘어가 두발이 땅에 닿음으로써 서로를 승자라고 주장하며 대립을 하였다. 결국 이날 심판에 의해 둘은 공동승자로 아나운싱되며 로열 럼블 경기 사상 최초의 공동승자로 기록되었다.

- 로열 럼블에서 렉스 루거와 브렛 하트가 공동승자로 선언되고 난뒤 레슬매니아에서는 당시 월드 챔피언이었던 요코즈나가 별도의 트리플 쓰렛 매치(1 vs 1 vs 1) 방식을 가지지 않고 하루에 두 경기를 통해 두 도전자를 상대 하게 되었다. 이 경기들에서 렉스 루거는 타이틀 매치에서 패배하여 타이틀을 가지지 못하였고 브렛 하트만 승리를 거두어 제26대 챔피언의 자리에 올라갔다.

- 1995년
- 로열 럼블에서는 당초 2번으로 등장한 브리티쉬 불독 선수가 1번으로 등장하였던 숀 마이클스를 로프로 넘겨 승리한 것으로 보였으나 심판의 판단에 의해 한발만이 땅에 닿은 것으로 인정되어 후에 숀마이클스가 브리티쉬 불독 선수를 넘기며 우승자로 선언되었다. 또한 이것은 로열 럼블 역사상 최초의 1번으로 등장하여 우승한 선수로 기록되었다.

- 로열 럼블에서 최초로 1번으로 등장하여 우승하는 선수가 된 숀 마이클스는 그 해 열린 WWF 챔피언십에서 디젤을 상대로 타이틀 매치를 벌였으나 승리하지 못하는 최초의 선수가 되어버렸다.

- 1997년
- 로열 럼블에서 스티브 오스틴은 로프를 넘어가 탈락으로 인정되었어야 하나 스티브 오스틴의 탈락장면을 심판이 보지 못하였고 결국 스티브 오스틴이 브렛 하트를 넘기며 우승자로 선언되었다. 이후 당시 챔피언이었던 숀 마이클스가 월드 챔피언 벨트를 부상의 이유로 반납하였고, 그 다음 열린 PPV '파이널 포'에서 브렛 하트는 WWF 챔피언에 올랐으나 그 다음 날 열린 RAW에서 오스틴에 의하여 타이틀을 빼앗겼다. 이것이 발단이 되어 레슬매니아에서는 스티브 오스틴은 브렛 하트와 서브미션 매치를 치루었고, 챔피언십은 당시 챔피언이 된 사이코 시드가 언더테이커를 상대로 치루었다.

- 1999년
- 로열 럼블 경기에서 2번으로 등장하여 우승을 차지한 빈스 맥맨은 그 해 2월 열린 발렌타인 데이 마스카에서 스티브 오스틴에게 지명 도전자 자리를 빼앗기며 그 해 레슬매니아 대회에서는 더 락 vs 스티브 오스틴의 WWF 챔피언십 경기가 이루어졌다.

- 2000년
- 로열 럼블 경기에서 24번으로 등장하여 우승을 차지한 더 락은 다음 달 열린 노 웨이 아웃에서 빅쇼에 의해 지명 도전자 자리를 잠시 빼앗기게 되었으나 다시 되찾아오며 그 해 열린 레슬매니아 대회에서는 페이탈 포 웨이(1 vs 1 vs 1 vs 1)경기가 진행되었다. 그리고 이 경기에서는 그 당시 챔피언이었던 트리플 H가 승리를 거두며 사상 유래없는 악역 레슬러가 레슬매니아를 장식하는 초유의 사태가 벌어지기도 하였다

- 2003년
- 로열 럼블 대회에서는 1번으로 등장하였던 숀 마이클스가 크리스챤의 방해로 인하여 크리스 제리코에 의해 1번으로 탈락되는 상황이 벌어졌다.

- 2004년
- 이 당시 스맥다운 소속이었던 상태에서 우승을 차지한 크리스 벤와는 승리 이후 러로 이적을 하여 그 당시 대립을 이루었던 트리플 H와 숀 마이클스 사이에 개입하며 그 해 레슬매니아에서는 사상 첫 트리플 쓰렛 매치가 진행되었다.

- 2005년
- 로열 럼블에서는 존 시나와 바티스타가 남아있던 상황속에서 1994년과 마찬가지로 두 선수가 동시에 로프를 넘어가 두 발이 땅에 닿아 각 브랜드(로우,스맥다운)의 심판들이 서로 자신이 속해 있는 브랜드의 선수를 승자라고 선언하는 진풍경이 연출되었다.(당시 바티스타는 RAW소속, 존 시나는 스맥다운 소속이었다.) 결국 WWE의 회장 빈스 맥맨에 의하여 두 선수에 한해 재경기가 지시되었고 바티스타가 존 시나를 넘기며 최종 승자로 선언되었다.

- 2006년
- 로열 럼블에서 2번으로 등장하여 로열 럼블 우승을 한 레이 미스테리오는 그 해 노 웨이 아웃에서 랜디 오턴에 의해 지명 도전자 자리를 빼앗기게 되었으나 스맥다운 단장에 의해 지명 도전자 자리를 찾게되고 그 해 레슬매니아 대회에서는 트리플 쓰렛 매치로 챔피언십이 진행되었다.

- 또한 레이 미스테리오는 로열 럼블 역사상 최장 생존 기록을 가지고 있다.(62분 12초)

- 2007년
- 로열 럼블에서는 30번으로 등장했던 언더테이커가 최종 승자가 되면서 로열 럼블 대회 최초로 30번으로 등장하여 우승한 선수로 기록되었다.

- 2008년
- 로열 럼블에서 30번으로 등장하여 우승한 존 시나는 지명 도전자 자격을 레슬매니아가 아닌 노 웨이 아웃에서 사용하였으나 타이틀을 가져오는 데는 실패하였다. 그리고 그 해 열린 레슬매니아에서도 트리플 쓰렛 매치로 타이틀에 도전하였으나 역시 타이틀을 가져오는 데 실패하였다.

- 2009년
- 로열 럼블에서 8번으로 등장하여 우승한 랜디 오턴은 그 해 열린 레슬매니아에서 트리플 H에게 도전하였으나 타이틀을 따내지 못하였다.(이후 랜디 오턴은 다음 달 열린 백레쉬에서 3대3 태그팀 매치에서 승리를 거둠으로써 타이틀을 가지는 데 성공하였다.)

- 2010년
- 로열 럼블에서 우승한 에지는 그 해 열린 레슬매니아에서 월드 헤비급 챔피언 크리스 제리코에게 도전하였으나 패배를 하며 타이틀을 따내는데 실패하였다.

- 2011년
- 로열 럼블을 우승한 알베르토 델 리오는 그 해 열린 레슬매니아에서 월드 헤비급 챔피언 에지에게 도전하였으나 패배를 하며 타이틀을 따내는데 실패하였다.

- 이 해 열린 로열 럼블은 30인 경기에서 10명이 늘어난 40인 로열 럼블 경기로 치러졌다.

- 2012년
- 이 해 열린 로열 럼블 경기는 다시 30명 경기로 치러졌다

- 2014년
- 바티스타가 승자로 선언되고 난 뒤, 당시 WWE 월드 헤비급 챔피언인 랜디 오턴과 1 vs 1로 레슬매니아에서 대결을 펼칠 예정이었으나 WWE 소속 선수이자 전 WWE 챔피언 대니얼 브라이언이 자신에 대한 회사의 부당함을 주장하며 자신 역시 레슬매니아에서 열릴 WWE 월드 헤비급 챔피언십을 치를 수 있게 해달라고 링 위를 점거하며 강력하게 요구를 했다. 이에 WWE COO인 트리플 H는 '자신과의 레슬매니아 경기에서 승리를 거두는 선수가 WWE 월드 헤비급 챔피언십에 참가한다.'는 조건을 달아 요구 사항을 일부 수락하였다. 이에 레슬매니아 당일 트리플 H와 대니얼 브라이언 간의 경기가 열리게 되었고 이 경기에서 대니얼 브라이언이 승리를 거두게 되며 당일 WWE 월드 헤비급 챔피언십은 랜디 오턴 vs 바티스타 vs 대니얼 브라이언의 트리플 쓰렛 매치로 변경되었고, 이 경기에서도 대니얼 브라이언이 승리를 거두며 WWE 월드 헤비급 챔피언이 되는데 성공하였다.

- 2016년
- 24년 만에 월드 헤비웨이트 타이틀이 걸리게 되었으며, 챔피언 방어전으로는 최초로 치러지게 된다. (1990년 헐크 호건이 참가했을 당시는 방어전이 아니었으며, 1992년에는 챔피언 자리가 공석)

- 2018년
- 이 해 최초로 여성 로열 럼블 매치가 열렸다.
- 여성 로열 럼블 매치에서 아스카가 25번으로 우승해 레슬매니아 34에서 WWE 스맥다운 위민스 챔피언인 샬럿 플레어를 상대로 타이틀 매치를 벌였으나 여성으로서 승리하지 못하는 최초의 선수가 되어버렸다.
- 이 해 남성부 로열 럼블과 여성부 로열 럼블은 황인 혹은 일본인 레슬러가 모두 우승했다.

- 2019년
- 두 번째 여성 로열 럼블 매치에서 28번으로 라나가 추첨 되었으나 부상으로 인하여 참가를 포기하였고, 베키 린치가 부상 입은 라나를 대신해 참가를 하였고 우승을 차지했다.

- 2021년
- 네 번째 여성 로열 럼블 매치 경기 도중에서 21번으로 추첨된 알리샤 폭스가 등장하자 마자 24/7 챔피언 알 트루스를 포함한 여러 남자 선수들이 난입했는데 이때 알리샤 폭스가 알 트루스를 핀폴을 따면서 일곱번째 여성 24/7 챔피언이 되었다. 그러나 알리샤 폭스는 22번 선수인 맨디 로즈에게 탈락 되자 마자 바로 알 트루스에게 빼앗겼다.
- 에지는 2012년 명예의 전당에 입성 이후 2010년에 이어 2021년 남성 로열 럼블 매치에서 통산 2회로 우승하면서 역사상 최초로 명예의 전당 헌액자 출신 로열 럼블 우승자가 되었다.
- 코로나19로 인해 로얄럼블 역사상 최초로 무관중으로 개최되었다.

- 2022년
- 미키 제임스는 임팩트 레슬링으로 이적한 뒤 당시 임팩트 녹아웃 월드 챔피언으로써 로열 럼블에 직접 참전하였다.

- 2024년
- 조르딘 그레이스는 여성 로열럼블에서 임팩트레슬링이 TNA로 환원명명된 이후 2년전 미키 제임스에 이어 TNA 녹아웃 월드 챔피언으로써 로열 럼블에 직접 참전하였다.
- 알트루스는 여성 로열럼블에서 남성 로열럼블로 착각하여 참전하려다 애덤 피어스의 제지 및 무효 처리로 발할라의 대리 출전은 커녕 여성 로열럼블에서 출전한 두번째 남성 참전자도 되지 않았다.

- 2025년
- 조 핸드릭은 남성 로열럼블에서 TNA 월드 챔피언으로써 로열 럼블에 직접 참전하였다. 미키 제임스, 조르딘 그레이스에 이은 세번째 현역 TNA 레슬러 참가자이다.

- 기타
- 최근 10년간 로열 럼블의 우승자가 레슬매니아에서 타이틀을 획득할 확률은 60%의 확률을 가지고 있다.